# Ponte Mammolo (estación)
Ponte Mammolo es una estación de la línea B del Metro de Roma, que se encuentra en el distrito del mismo nombre. La estación posee un único acceso en su lado sur, a nivel del cercano terminal de autobuses.
Se encuentra próximo al Puente Mammolo, que cruza el río Aniene.

## Historia
La estación Ponte Mammolo fue construida como parte de la extensión de la línea B desde Termini a Rebibbia de la línea B. Sin embargo, mientras el resto de las estaciones fueron inauguradas el 7 de diciembre de 1990 y abierta al público el día siguiente, Ponte Mammolo permaneció cerrada ya que no poseía un número considerable de habitantes ni un cruce seguro por la carretera para acceder a ella. Finalmente, fue inaugurada el 13 de diciembre de 1995.
La inauguración se llevó a cabo por etapas, comenzando primero con el andén dirección Laurentina, y pronto el opuesto, hacia Rebibbia. El 22 de septiembre de 1997, se inauguró un sector para intercambiar con el terminal de autobuses y un estacionamiento.
La estación debía convertirse también en estación de combinación con la línea C1, ramal de la línea C; pero el proyecto fue abandonado.